# Pierre du Bois d’Avaugour
Pierre Du Bois d’Avaugour (ur. 1620, zm. 24 lipca 1664) – francuski baron, gubernator generalny Nowej Francji w latach 1661–1663.
W czasie jego urzędowania kolonia w dalszym ciągu pogrążona była w kryzysie. Wprowadził prawo zakazujące sprzedaży alkoholu Indianom pod groźbą kary śmierci. Planował także przebudowę umocnień w Québecu, ustanowienie stałej armii w liczbie 4 tysięcy zbrojnych, budowę fortów wzdłuż zachodnich rubieży oraz podział terytorialny kolonii na 10 prowincji. Żaden z elementów planu nie został wprowadzony w życie za jego urzędowania. Prohibicja natomiast okazała się sukcesem. Po krótkiej wizycie na dworze Ludwika XIV zaciągnął się do armii elektora z Moguncji wysłanej do Austrii, aby wziąć udział w konflikcie przeciwko Turkom. Został zabity w akcji 24 lipca 1664 roku w obronie twierdzy Zrin.